# Volcán Apagado
Volcán Apagado är en vulkan i Chile. Den ligger i regionen Región de Los Lagos, i den södra delen av landet. Toppen på Volcán Apagado är 1 210 meter över havet.
Den högsta punkten i närheten är Volcán Hornopirén, 1 557 meter över havet, östert om Volcán Apagado.
I omgivningarna runt Volcán Apagado växer i huvudsak blandskog.